# Brunello Vigezzi
Brunello Vigezzi (Brezzo di Bedero, 11 luglio 1930 – Milano, 18 novembre 2022) è stato uno storico italiano.

## Biografia
Laureatosi in Lettere a Milano nel 1955, divenne nel 1958 allievo dell'Istituto di Studi Storici "Benedetto  Croce" di Napoli.
Dal 1955 al 1962 fu coordinatore del Seminario di Specializzazione in storia delle relazioni internazionali presso l'Istituto per gli Studi di Politica Internazionale (ISPI) di Milano.
Diresse quindi il Gruppo di lavoro su "Politica Estera e Opinione Pubblica" presso l'Istituto di Storia Medioevale e Moderna dell'Università di Milano.
Incaricato di Storia delle Dottrine Politiche e di Storia Contemporanea a Milano dal 1964, diventò ordinario di Storia moderna presso la Facoltà di Lettere dell'Università degli Studi di Milano dal 1971 al 2005, dove venne altresì chiamato a dirigere dalla fondazione sino al 2005 il Centro per gli Studi di Politica Estera e Opinione Pubblica.
Dal 1980 al 1989 diresse l'Istituto di Storia Medioevale e Moderna dell'Università di Milano.
Dal 1983 al 1995 fu segretario generale della Commission of History of International Relations (organo affiliato del International Committee of Historical Sciences), del quale assumerà la presidenza dal 1995 al 2005.
Fu membro del Comitato scientifico dell'Istituto di Studi Storici "Benedetto Croce" di Napoli, dell'Istituto per gli Studi di Politica Internazionale (ISPI) di Milano, della Giunta Centrale per gli Storici, e della Commissione per la pubblicazione dei Documenti Diplomatici Italiani.

## Opere
- Pietro Giannone riformatore e storico, Milano, Feltrinelli, 1960.
- I problemi della neutralita e della guerra nel carteggio Salandra-Sonnino. 1914-1917, Milano, Soc. editrice Dante Alighieri, 1962.
- Benedetto XV, i cattolici e la prima guerra mondiale. Intervento presentato al Convegno tenuto a Spoleto il 7-8-9 settembre 1962, Roma, Cinque Lune, 1963.
- 1919-1925. Dopoguerra e fascismo. Politica e stampa in Italia, a cura e con introduzione di, Bari, Laterza, 1965.
- L'Italia di fronte alla prima guerra mondiale, I, L'Italia neutrale, Milano-Napoli, Ricciardi, 1966.
- Da Giolitti a Salandra, Firenze, Vallecchi, 1969.
- Giolitti, il giolittismo, il Partito socialista e il suffragio universale nelle lettere di Filippo Turati e di Anna Kuliscioff. 1910-1911, Milano, Feltrinelli, 1973.
- Giolitti e Turati. Un incontro mancato, Milano-Napoli, Ricciardi, 1976.
- Il PSI, le riforme e la rivoluzione. Filippo Turati e Anna Kuliscioff dai fatti del 1898 alla prima guerra mondiale, Firenze, Sansoni, 1981.
- Federico Chabod e la nuova storiografia italiana dal primo al secondo dopoguerra, 1919-1950, a cura di, Milano, Jaca book, 1984.
- L'Italia e la politica di potenza in Europa, 3 voll., a cura di e con Ennio Di Nolfo e Romain H. Rainero, Milano, Marzorati, 1985.
- Storia e storici d'Europa nel XX secolo, a cura di e con Maria Matilde Benzoni, Milano, UNICOPLI, 2001. ISBN 88-400-0610-9
- La forza di Clio. Un itinerario storiografico (1955-2005), Milano, UNICOPLI, 2010. ISBN 9788840014142